# Fauconnet moineau
Microhierax fringillarius
Espèce
Statut de conservation UICN

 LC  : Préoccupation mineure
Statut CITES
Le Fauconnet moineau (Microhierax fringillarius) est une espèce de rapaces diurnes insectivores appartenant à la famille des Falconidae.

## Description
Cet oiseau mesure 14 à 17 cm pour une masse de 28 à 55 g.

## Répartition

Carte de répartition du Fauconnet moineau.

Il vit du sud de la Birmanie au sud de la Thaïlande, à Sumatra, Bornéo, Java et Bali.